# 歐基尼亞戰役
歐基尼亞戰役，為公元前319年歐邁尼斯與安提柯在卡帕多奇亞的歐基尼亞（Orkynia）村發生的一場戰役。

## 過程
開戰前，安提柯假裝自己獲得援軍，並讓傳令兵大喊：「我們的援軍到了！」對方偵查兵聽到後回報了歐邁尼斯。
第二天，安提柯甚至擺開決戰的陣勢，要與歐邁尼斯一決死戰，讓歐邁尼斯以為安提柯的兵力與自己不相上下，士氣縱然下降。雙方正式開戰時，歐邁尼斯的騎兵全數倒戈，造成歐邁尼斯戰敗，死傷高達8，000餘人。
身旁只剩下600多騎的歐邁尼斯，決定朝安提柯的陣線撤退，硬生生地突破安提柯的陣線，還生擒了當時背叛自己的軍官之一，並將他吊死在戰場上。

## 結果
之後歐邁尼斯逃到諾拉(Nora)，遭受著安提柯的圍攻，直到安提帕特死亡，引發第二次繼業者戰爭，歐邁尼斯才得以逃離諾拉。